# Miskolci kocsonya
A Miskolci kocsonya a P. Mobil 2012-ben megjelent duplalemezes koncertalbuma. A felvételek a zenekar három koncertjén készültek: 2010. szeptember 11-én ("esős" koncert), 2011. szeptember 9-én ("száraz" koncert), és 2012. február 24-én ("fázós" koncert). Az előbbi kettő a diósgyőri várban, a harmadik pedig a XII. Miskolci kocsonyafesztiválon került felvételre. A kétlemezes album bookletjében található egy jelszó, ennek ismeretében lehet hozzáférni a "Harmadik tál" nevű bónuszlemezhez a zenekar honlapjáról (ma már a legtöbb online zeneáruházból ez is elérhető), melyen további koncertfelvételek hallhatóak ugyanezen három alkalomról.

## Dallista

### Első tál
1. Élsz-e még? (2010)
2. Rocktóber (2011)
3. A csitári hegyek alatt (2011)
4. Menj tovább (2011)
5. A Főnix éjszakája (2010)
6. Gyöngyök és disznók (2011)
7. Fegyvert veszek (2010)
8. Miskolc (2011)
9. A két legnehezebb szó (2010)
10. Istennel szemben (2011)
11. Nagyon fáj (2011)
12. Keresztfa (2011)
13. Varjúdal (2012)
14. Metálmánia (2010)
15. Ötvenéves férfi (2011)

### Második tál
1. Mobilizmo (2011)
2. A zöld, a bíbor, és a fekete (2011)
3. Újrakezdeném (2011)
4. A zenekar játszott (2011)
5. A király (2010)
6. Ne állj mögém (2012)
7. Benzinkút (2012)
8. Asszonyt akarok (2011)
9. Egészség és térerő (2011)
10. Kétforintos dal (2011)
11. Utolsó cigaretta (2011)
12. Kopaszkutya (2011)
13. Örökmozgó (2011)
14. Embered voltam (2011)

### Harmadik tál (internetes bónusz)
1. Élsz-e még? (2011)
2. Rocktóber (2010)
3. Menj tovább (2010)
4. Gyöngyök és disznók (2010)
5. Újrakezdeném (2010)
6. Miskolc (2010)
7. A zenekar játszott (2010)
8. Varjúdal (2011)
9. Ötvenéves férfi (2010)
10. Kétforintos dal (2010)
11. Utolsó cigaretta (2010)
12. Örökmozgó (2010)
13. Embered voltam (2010)

## Közreműködtek
- Baranyi László – ének
- Tarnai Dániel – basszusgitár, vokál
- Sárvári Vilmos – gitár, vokál
- Schuster Lóránt – zenekarvezető, szövegíró, vokál, próza
- Szebelédi Zsolt – dob, gitár, ének, vokál
- Papp Gyula – orgona, zongora, szintetizátor, vokál